# Der Lichtbringer

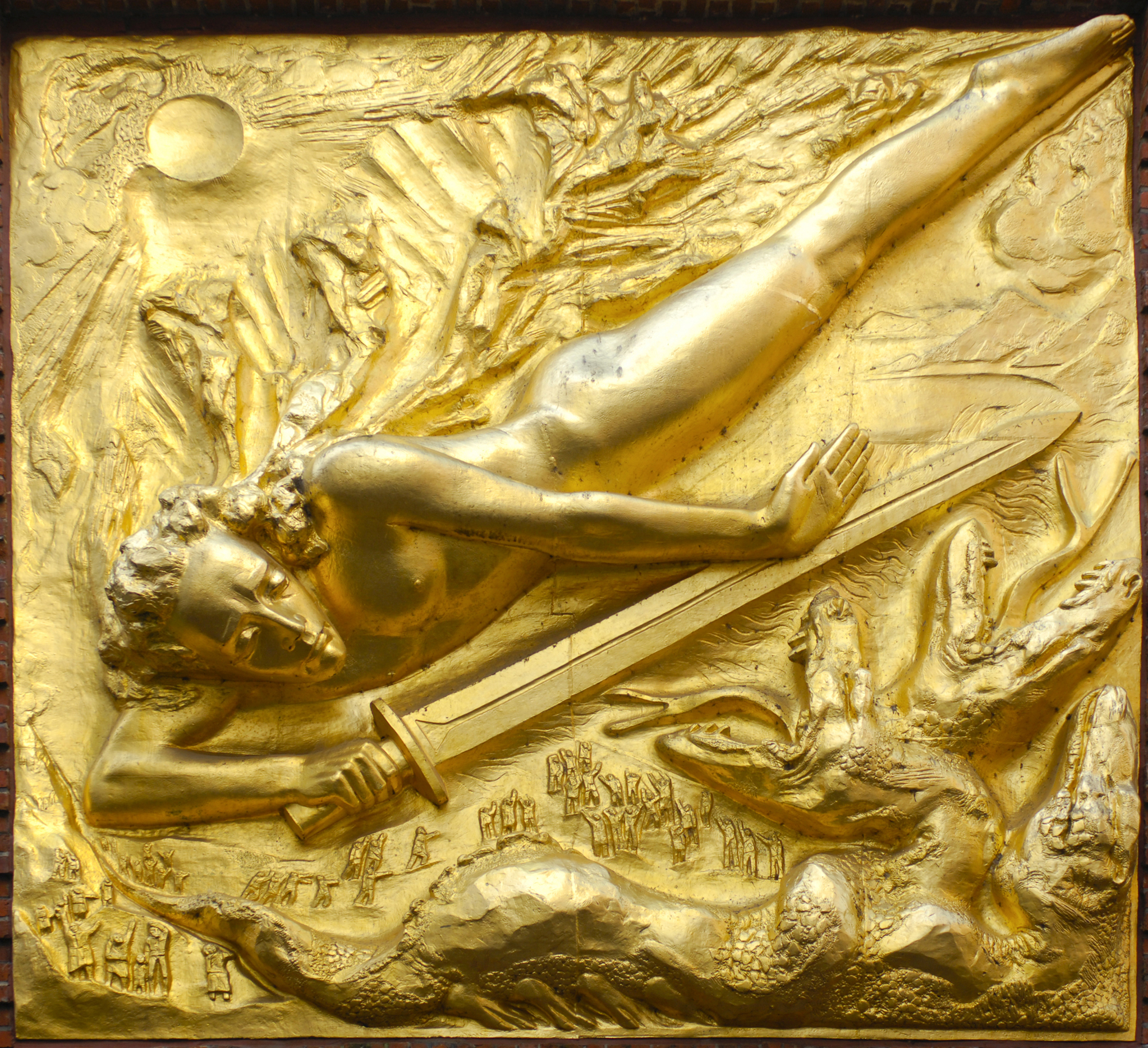
Der Lichtbringer von Bernhard Hoetger, 1936

Der Lichtbringer ist der Titel eines großen, vergoldeten Bronzereliefs von Bernhard Hoetger aus dem Jahr 1936 über dem Eingang zur Böttcherstraße in Bremen. 
Das Objekt steht seit 1973 unter Denkmalschutz.

## Die Darstellung

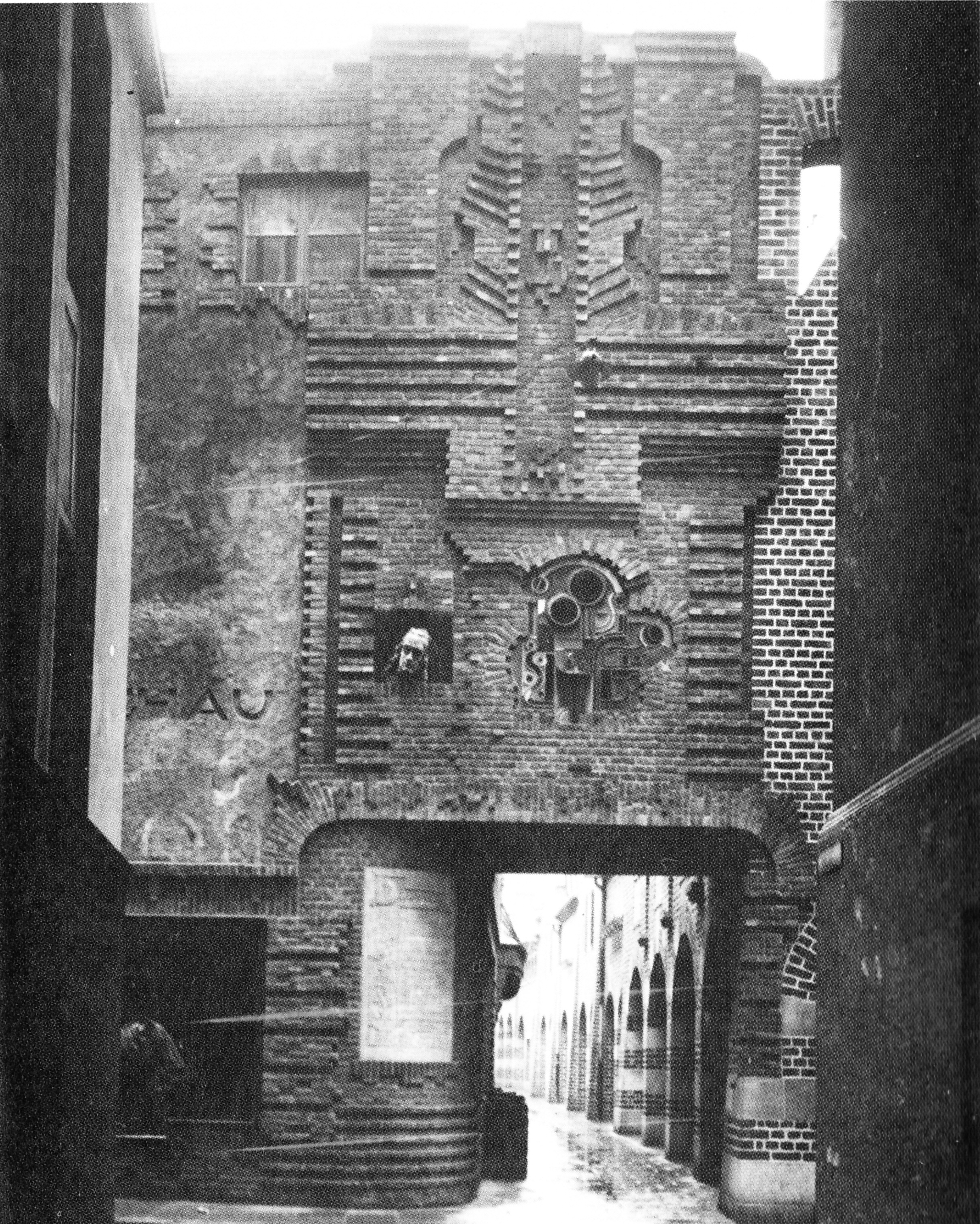
Eingang der Böttcherstraße 1927

Das großformatige, quadratische Relief (383 × 383 cm) wird dominiert von der gestreckten Figur eines lockigen, schwerthaltenden, unbekleideten Jünglings, der aus der rechten oberen Ecke diagonal herabstürzend Schwert und abweisende Hand gegen ein dreiköpfiges Schlangen- oder Drachenwesen richtet. Alle anderen Details verschwimmen im Hintergrund: Eine erregte Menge, einige Landschaftselemente, die undeutlich ausmodellierten Andeutungen von Flügeln oder eines wehenden Umhangs im Rücken des Lichtbringers und die Sonne mit ihren Strahlen.

## Entstehungsgeschichte und Deutungen
Versuche zur Interpretation des an prominenter Stelle angebrachten Reliefs setzen eine Befassung mit den Entstehungsumständen voraus:
Anbringungsort ist der marktseitige Eingang zur Böttcherstraße, wo Hoetger 1927 mit einer fassadenartigen Brücke die Lücke zwischen dem Paula Modersohn-Becker-Haus (Hoetger, 1926/27) und dem Sieben-Faulen-Giebel des HAG-Hauses (Eduard Scotland, 1924–1927) geschlossen hatte. Ursprünglich bestand diese Wand nur aus detailreich modelliertem und figürlich angereichertem Backsteinmauerwerk, dessen Reste oberhalb des heutigen Lichtbringer-Reliefs noch zu sehen sind.

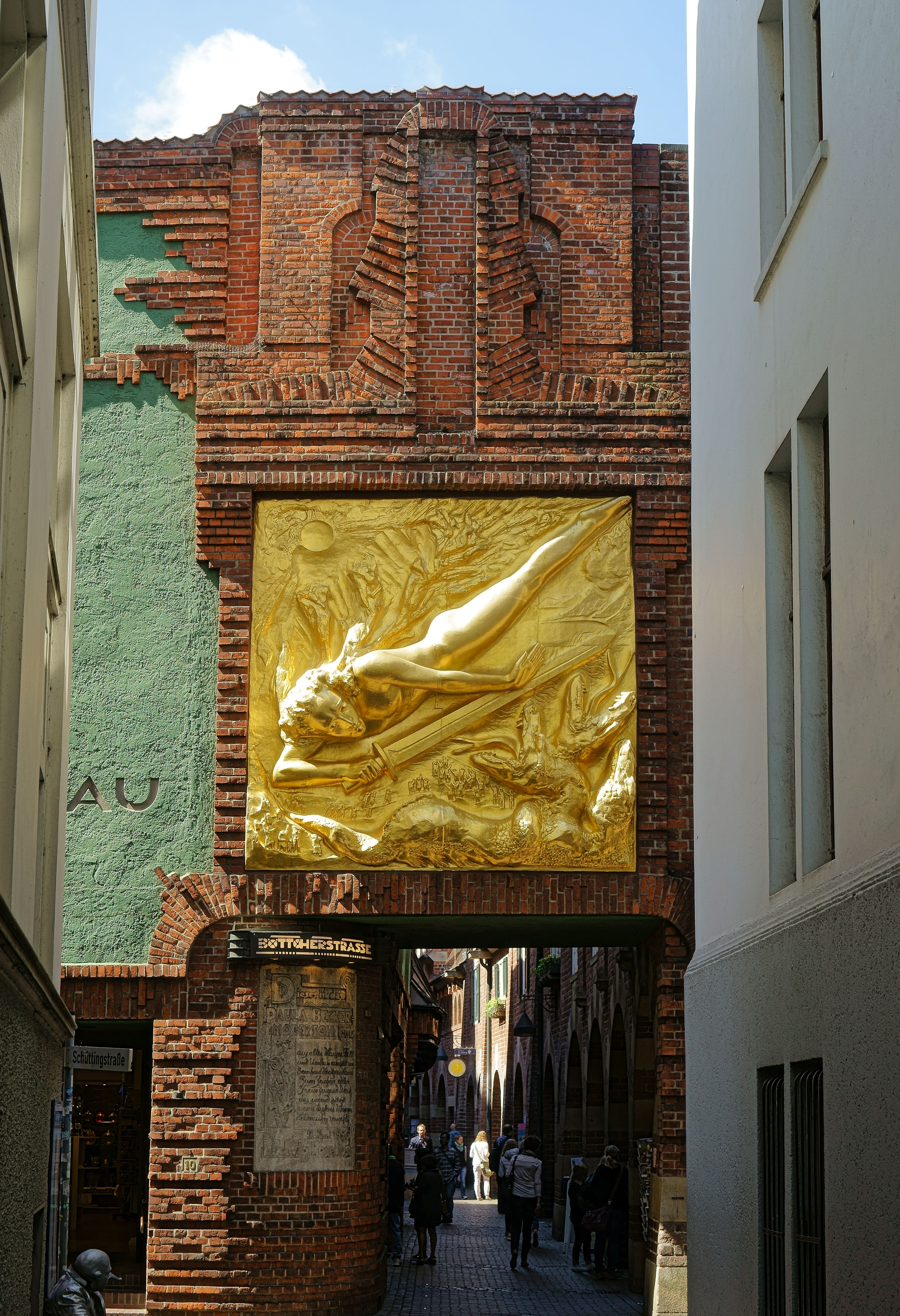
Eingang der Böttcherstraße 2015

Seit 1933 und verstärkt um 1935/36 wurden Ludwig Roselius, der Bauherr der Böttcherstraße, und Hoetger, sein führender Architekt, wegen ihrer Kunstauffassung von den Nationalsozialisten angegriffen. Vor allem Das Schwarze Korps, das Hetzblatt der SS, agitierte gegen die Spielart der dort zum Ausdruck gebrachten nordisch-romantischen Gedankenwelt. Roselius veranlasste daher, die untere Hälfte der Klinkerwand durch ein Relief von Hoetger zu ersetzen, was im April 1936 ausgeführt wurde. Gegenüber Oberbürgermeister Otto Heider deutete Roselius die Darstellung so: „Den Eingang zur Böttcherstraße habe ich auf Vorschlag von Professor Horn geändert. Die dort jetzt angebrachte große Bronze stellt den Sieg unseres Führers über die Mächte der Finsternis dar.“ Hoetger selbst schrieb an einen Freund in der Schweiz über seinen von ihm ausdrücklich so genannten „Lichtbringer“: „Damit glaubte ich nun endlich der Welt beweisen zu können, wie sehr ich unseren Führer und seine Taten verehre … Wie gern hätten wir auf das Relief die Jahreszahl 1933 eingeschnitten, wenn wir nicht befürchtet haben müssten, man könne das als Konjekturabsicht uns unterschieben“. Die anbiedernde Umgestaltung brachte weder Roselius noch Hoetger die ersehnte Anerkennung. Vielmehr griff Hitler auf dem Nürnberger Parteitag am 9. September 1936 „diese Art von Böttcherstraßenkultur“ schärfstens an. In die Zeit um 1936 fällt auch sowohl der Ausschluss Hoetgers aus der NSDAP als auch die Aufnahme der ganzen Böttcherstraße in die Liste der Bremer Denkmale (Unterschutzstellung am 7. Mai 1937) auf ausdrücklichen Wunsch Hitlers, der die „Bauwerke der Böttcherstraße der Nachwelt erhalten möchte als ein abschreckendes Beispiel dafür, was in der Zeit vor unserer Machtübernahme als Kultur und Baukunst ausgegeben worden sei.“ Nach dem Zweiten Weltkrieg wurde die Gestalt überwiegend als Hl. Michael ausgegeben. Für Hoetger selbst muss das Werk große Bedeutung gehabt haben. Eine kleinere Fassung, wohl ein Entwurf für den Bronzeguss, schmückte ab 1938/1940 sein Wohnhaus in Berlin-Frohnau, Gollanczstr.40 und steht seit 1969 auf seinem Grab in Dortmund.